# 前原英夫
前原 英夫（まえはら ひでお、1940年5月3日 - ）は、日本の天文学者。元国立天文台岡山天体物理観測所所長。
藤田良雄に師事した。埼玉県出身。

## 略歴
- 1971年：東京大学大学院理学系研究科天文学専攻博士課程修了[1]、東京大学より理学博士の学位を取得[1]。ペンシルベニア州立大学研究員となる[1]。
- 1972年：東京大学東京天文台（現・国立天文台）に就職[1]。
- 1975年：東京天文台木曽観測所に赴任[1]。
- 1987年：東京大学東京天文台助教授。
- 1988年：東京天文台岡山天体物理観測所に赴任[1]、同年東京天文台は国立天文台に改組[1]。
- 1992年：国立天文台岡山天体物理観測所所長に就任[1]。
- 2001年：定年退官[1]。

## 業績
前原の天文学者としての業績は、かつては楕円銀河に分類されていたNGC2242を岡山天体物理観測所の188センチ反射式望遠鏡による観測で惑星状星雲であることを確かめたことである。この研究は、中国の研究者からNGC2242のスペクトルに惑星状星雲特有の輝線が見られることを知らされて行われたものである。そのため、NGC2242は今日では日本の天文学者によって新たに惑星状星雲のリストに付け加えられた天体として知られている。

## 著作
- 『星座と望遠鏡』（著書　丸善　フロンティアサイエンスシリーズ　1986年）[4]
- 『岡山のスターウオッチング』（監修書　山陽新聞社　1998年）[4]